# Iziguirète
Iziguirète est une commune rurale du Mali de l'arrondissement central de Ménaka, dans le cercle de Ménaka et la région de Ménaka. La commune a pour chef-lieu la localité de Inagare.

## Histoire
La commune est créée en 2018.

## Villages et fractions
La commune est composée de 8 localités, dont 5 villages :
- Inagare
- Imache
- Tamizaguida Intibakatène
- Tin-Fadimata Intabakat
- Akoukou

et 3 fractions :
- Izirguafane
- Tafala
- Tanaslamate